# Myiotheretes
Myiotheretes är ett fågelsläkte i familjen tyranner inom ordningen tättingar. Släktet omfattar fyra arter med utbredning från norra Colombia till nordvästra Argentina:
- Strimstrupig busktyrann (M. striaticollis)
- Santamartabusktyrann (M. pernix)
- Sotbrun busktyrann (M. fumigatus)
- Brunbukig busktyrann (M. fuscorufus)